# Kuca Miranda
Jaílton Alves Miranda ou Kuca (Praia, 2 de agosto de 1989) é um futebolista profissional cabo-verdiano que atua como atacante.

## Carreira
Kuca Miranda representou o elenco da Seleção Cabo-Verdiana de Futebol no Campeonato Africano das Nações de 2015.